# Diocèse de Ban Mê Thuôt

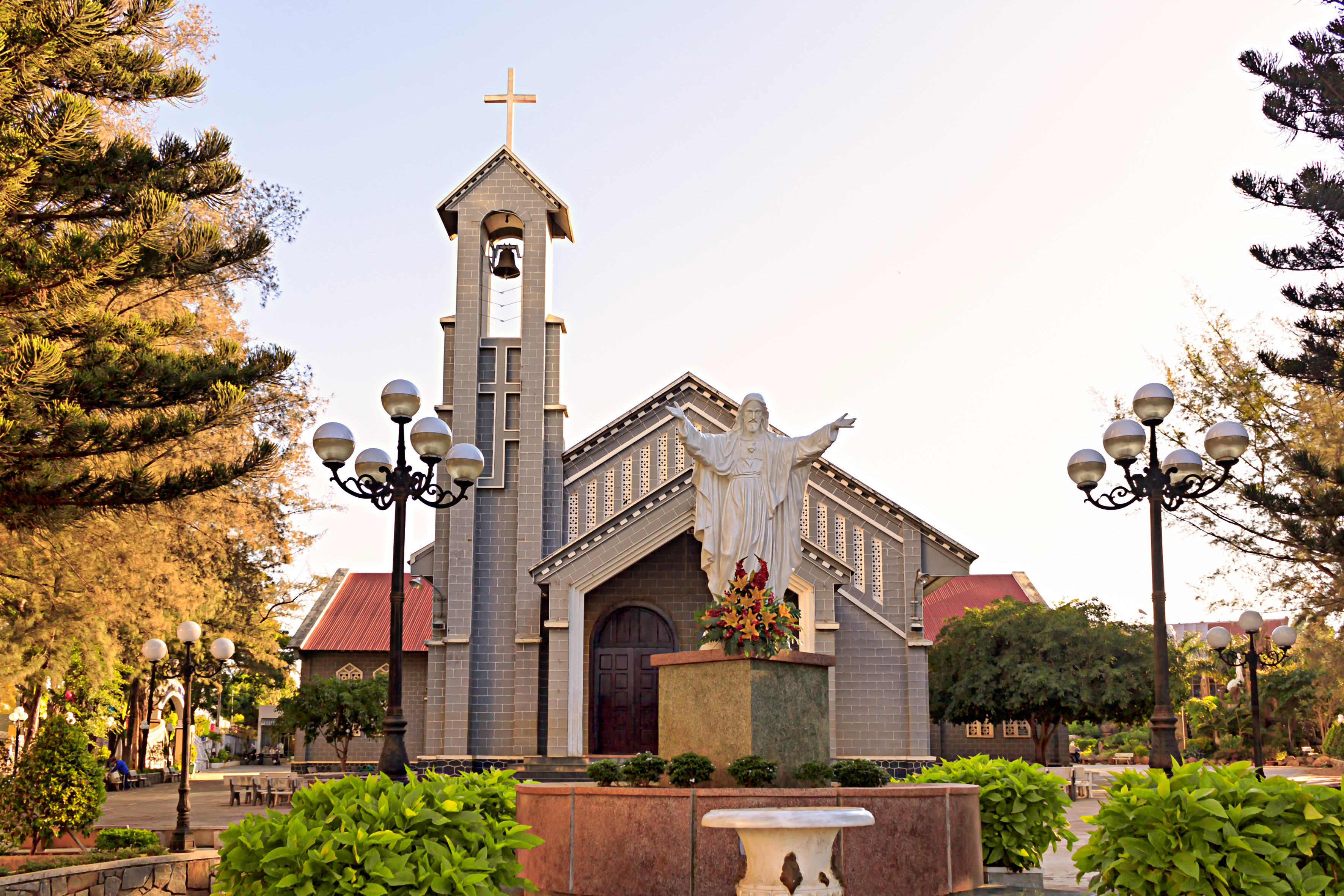
Cathédrale principale de Ban Me Thuot.

Le diocèse de Ban Mê Thuôt (Dioecesis Banmethuotensis) est un territoire ecclésial de l'Église catholique au Viêt Nam suffragant de l'archidiocèse de Hué. En 2006, il comptait 317 726 baptisés sur 2 581 000 habitants. Son titulaire est Mgr Vincent Nguyên Van Ban.

## Territoire
Le diocèse comprend la ville de Ban Mê Thuôt, où se trouve la cathédrale du Sacré-Cœur-de-Jésus.
Son territoire de 21 723 km2 est subdivisés en 59 paroisses.

## Historique
Le diocèse a été érigé 22 juin 1967 par la bulle pontificale Qui Dei benignitate de Paul VI, recevant son territoire des diocèses de Dalat et de Kontum.
Les séminaristes sont accueillis pour leurs études au Séminaire Stella Maris de Nha Trang.

## Liste des ordinaires
- Pierre Nguyên Huy Mai † (22 juin 1967 - 4 août 1990 décédé)
- Joseph Trinh Chinh Truc † (4 août 1990 - 29 décembre 2000)
- Joseph Nguyên Tich Duc † (29 décembre 2000 - 17 mai 2006)
- Vacant en 2006 - 2009
- Vincent Nguyên Van Ban (21 février 2009 - 19 mars 2022)
- Vacant en 2022 - 2024
- John Baptist Nguyen Huy Bac, depuis le 13 juillet 2024

## Statistiques
| année | baptisés | population totale | pourcentage de baptisés | prêtres | catholiques par prêtre | religieux(se) | paroisses |
| ----- | -------- | ----------------- | ----------------------- | ------- | ---------------------- | ------------- | --------- |
| 1970  | 48 794   | 282 132           | 17,3                    | 66      | 739                    | 47            | 38        |
| 1979  | 66 854   | 600 000           | 11,1                    | 60      | 1,114                  | 153           | 34        |
| 1995  | 150 000  | 1 500 000         | 10                      | 50      | 3000                   | 139           | 78        |
| 2000  | 252 441  | 2 100 000         | 12                      | 72      | 3506                   | 187           | 48        |
| 2001  | 262 480  | 1 900 000         | 13,8                    | 72      | 3645                   | 187           | 51        |
| 2002  | 281 843  | 1 900 000         | 14,8                    | 74      | 3808                   | 254           | 52        |
| 2004  | 303 368  | 1 900 000         | 16.0                    | 74      | 4099                   | 325           | 51        |
| 2006  | 317 726  | 2 581 000         | 12,3                    | 105     | 3025                   | 335           | 59        |
| 2012  | 388 615  | 2 684 047         | 14,5                    | 128     | 3036                   | 557           | 98        |

(ces chiffres ne prennent pas en compte le redécoupage éventuel des diocèses)